# Vernot
Vernot település Franciaországban, Côte-d’Or megyében. Lakosainak száma 96 fő (2022. január 1.). Vernot Tarsul, Curtil-Saint-Seine, Saussy, Chaignay, Courtivron, Francheville és Villecomte községekkel határos.

## Népesség
A település népessége az elmúlt években az alábbi módon változott:
| Lakosok száma | 96   | 71   | 74   | 77   | 78   | 81   | 85   | 94   | 94   | 96   |
|               | 1968 | 1982 | 1990 | 2006 | 2013 | 2015 | 2017 | 2019 | 2020 | 2022 |